# Chippen (golf)
Chippen is een term uit de golfsport. Chippen gebeurt rond de green en is meestal een slag tussen de 1 en 20 meter. Bij langere afstanden spreekt men van een pitch, of het pitchen.
Voor chippen wordt geen full swing gebruikt, maar een kortere slag. Voor verschillende afstanden bij het chippen wordt niet de techniek gevarieerd maar de keuze van de club. Een chip met een S (sandwedge) gaat korter, hoger en maakt dat de bal minder ver doorrolt dan bij een chip met een ijzer 7 welke verder gaat, laag blijft en die maakt dat de bal lang blijft rollen.